# ぴーかんバディ!
『ぴーかんバディ!』は、2006年4月22日から8月12日まで毎週土曜19:00 - 19:54（JST）にTBS系列（テレビ山口除く）で放送されていた教養生活情報番組である。

## 概要
タイトルにもある「ぴーかん」とは撮影用語で「快晴」の意味で、すっきりして輝く、というイメージの言葉。また「バディ」は「body（体）」と「buddy（相棒）」をかけており、「健康で美しい体を目指す人の相棒になりたい」という願いが番組タイトルに込められている。
医師やトップモデルなどを招き、主婦層だけでなく若い女性をターゲットに、健康に関するノウハウや、体の素朴な疑問を解決していき、美容情報を発信するのが主旨。制作には2005年3月に終了した『スパスパ人間学!』のスタッフが1年の充電期間を経て再結集した。
2005年7月に日本テレビを退職し、フリーアナウンサーに転身した福澤朗が日本テレビ以外でレギュラーとして出演した初めての番組である。

## 出演者
- 司会:福澤朗（元日本テレビアナウンサー）
- アシスタント:川田亜子（TBSアナウンサー）
- VTR出演:押切もえ
- モデル:梨花、ほか
- セミレギュラー:森光子
- ナレーター:真地勇志、冨永み～な

## スタッフ
- 構成:ほそかわ紀子、田中伊知郎、やすけいいち、須平敦宣、ほか
- ディレクター:増山賢、水井清浩、石崎伸一、春日孝夫、玉井伴宙、ほか
- 総合演出:荒牧克久
- プロデューサー:遠藤千鶴子、小野由紀子
- 制作協力:TBSビジョン、インプットビジョン、ほか（週替わり）
- 制作:TBSテレビ制作局制作二部

## 事件
5月6日放送分で「白インゲンを使ったダイエット法」を紹介したところ、視聴者から激しい嘔吐や下痢などを訴える苦情が650件以上も寄せられた。TBSは番組内やニュース番組、ウェブサイトなどで「お控えいただきますようお願いたします」と注意を呼び掛け、番組内でも翌週の放送で本編前に福澤と川田の謝罪VTRを放送。また、岡田泰典アナウンサーのナレーションの謝罪CMも放映している。また、同局取締役2人を減俸、制作局長を2-3日間の出勤停止とする処分を行った。
この問題について総務省はTBSに対し、6月20日付で、総務大臣名で「放送法第3条の3第1項（番組基準）の適正な運用に重大な遺漏があった」とする警告の行政指導の処分を下した。これは行政指導としては最も重い処分となった。
同局によると、紹介したのは、白インゲン豆を約3分間炒った後に粉末化し、ご飯にまぶして食べる方法で番組内で「豆は生で食べるとおなかをこわす恐れがある」・「豆アレルギーの方は食べないでください」等とテロップやコメントで注意を呼び掛けていた。ダイエット法は専門家の指導を受けたもので、番組スタッフら10数人も試食したが問題はなかったという。生豆に含まれるレクチンなどの成分が加熱不十分のために残り、これが胃や腸の粘膜の炎症を引き起こし、嘔吐や下痢の症状に至った可能性が高いとしている。
このため、番組では方法を紹介するたびに、あらかじめいろいろな注意を呼びかけるようになった。この放送について、厚生労働省および総務省から放送事業者としての東京放送が指導を受けた。また、当日放送分の視聴率は12.4％だったが、番組への信頼低下の影響から翌週は9.8％までにダウンし、最終的には同年8月をもってわずか5ヶ月で番組が打ち切りとなってしまった。
ちなみに、この白インゲン豆ダイエット法を提唱したのは、明治薬科大学教授の本橋登であり、後に『おもいッきりイイ!!テレビ』に「朝バナナダイエット法」提唱者として登場している。
6月3日放送分では京漬物のすぐき漬けが紹介され、消費者からの注文が集中したが、すぐき収穫期の終盤に達していたこともあり、インターネット通信販売店舗では注文を取り消すところもでるなど多大な反響を伺わせる現象が起きた。